# جیمز باروز
جیمز باروز (انگلیسی: James Burrows؛ زادهٔ ۳۰ دسامبر ۱۹۴۰) یک تهیه‌کننده تلویزیونی اهل ایالات متحده آمریکا است.